# A City Sparrow
A City Sparrow er en amerikansk stumfilm fra 1920 af Sam Wood.

## Medvirkende
- Ethel Clayton som Milly West
- Walter Hiers som Tim Ennis
- Clyde Fillmore som David Muir
- Lillian Leighton som Ma Ennis
- William Boyd som Hughie Ray
- Rose Cade som Annie
- Robert Brower som Parson Neil
- Helen Jerome Eddy som Hester Neil
- Sylvia Ashton som Babb